# Kfar Chošen
Kfar Chošen (hebrejsky כפר חושן, v oficiálním přepisu do  angličtiny Kefar Hoshen, přepisováno též Kfar Hoshen) je vesnice typu mošav v Izraeli, v Severním distriktu, v Oblastní radě Merom ha-Galil.

## Geografie
Leží v nadmořské výšce 736 metrů, v Horní Galileji, cca 35 kilometrů východně od břehů Středozemního moře. Je situována na mírně zvlněné náhorní planině na severovýchodním okraji masivu Har Meron. Západně od obce vystupuje v předpolí Har Meron vrch Har Sifsof.
Obec se nachází cca 120 kilometrů severovýchodně od centra Tel Avivu, cca 48 kilometrů severovýchodně od centra Haify a cca 7 kilometrů severozápadně od Safedu. Kfar Chošen obývají Židé, přičemž osídlení v tomto regionu je převážně židovské. Pouze 1 kilometr na sever leží město Džiš, které obývají izraelští Arabové, a 8 kilometrů na jihozápad město Bejt Džan, které obývají Drúzové.
Mošav Kfar Chošen je na dopravní síť napojen pomocí dálnice číslo 89 ze Safedu do Ma'alot-Taršicha.

## Dějiny
Kfar Chošen byl založen v roce 1949. Vesnice bývá nazývá též Sifsufa nebo Sifsofa (ספסופה), což bylo i jméno starověkého židovského sídla doloženého v této oblasti v Talmudu. Jméno tohoto starověkého židovského sídla až do roku 1948 uchovávala arabská vesnice Safsaf stojící pár set metrů východně od nynějšího mošavu. V roce 1931 v ní žilo 662 lidí. Stálo tu 124 domů. V obci fungovala chlapecká základní škola, jedna mešita a svatyně al-Adžami. Během války za nezávislost v roce 1948 byla vesnice dobyta izraelskými silami a arabské osídlení tu skončilo. Zástavba pak byla z větší části zbořena.
Zakladateli současné vesnice Kfar Chošen byla skupina židovských přistěhovalců z Maďarska (podle jiných pramenů z Bulharska). Je ale brzy nato nahradila osadnická skupina tvořená židovskými imigranty z Jemenu a roku 1953 přišli vesnici osídlit Židé z Maroka a Tuniska.
Během krize izraelských mošavů v polovině 80. let 20. století prodělala vesnice reformy, při kterých byla demontována většina družstevních prvků hospodaření a obec se začala více orientovat na příjmy z turistického ruchu. V Kfar Chošen působí také továrna na minerální vody a další potravinářský průmysl. V obci je 109 rodinných farem a 20 rodin, které se nezabývají zemědělstvím. Plánuje se stavební rozšíření o dalších 109 bytových jednotek - nezemědělského rezidenčního charakteru.
V Kfar Chošen funguje zařízení předškolní péče o děti. Základní škola je u obce Meron nebo v nedalekém kibucu Sasa.

## Demografie
Obyvatelstvo mošavu Kfar Chošen je smíšené, tedy sekulární i nábožensky orientované. Podle údajů z roku 2014 tvořili populaci v Kfar Chošen Židé (včetně statistické kategorie "ostatní", která zahrnuje nearabské obyvatele židovského původu ale bez formální příslušnosti k židovskému náboženství).
Jde o menší sídlo vesnického typu s dlouhodobě mírně rostoucím počtem obyvatel. K 31. prosinci 2014 zde žilo 700 lidí. Během roku 2014 populace stoupla o 0,0 %.
| Rok            | 1961 | 1972 | 1983 | 1995 | 2001 | 2003 | 2004 | 2005 | 2006 | 2007 | 2008 | 2009 | 2010 | 2011 | 2012 | 2013 | 2014 |
| -------------- | ---- | ---- | ---- | ---- | ---- | ---- | ---- | ---- | ---- | ---- | ---- | ---- | ---- | ---- | ---- | ---- | ---- |
| Počet obyvatel | 388  | 494  | 454  | 460  | 551  | 603  | 614  | 625  | 619  | 617  | 638  | 581  | 590  | 633  | 684  | 700  | 700  |